# Takelot III
Usimare Setepenamun Takelot III Si-Ese là một pharaon thuộc Vương triều thứ XXIII trong lịch sử Ai Cập cổ đại. Theo "Văn khắc mực nước sông Nin" số 13, Osorkon III đã chọn Takelot III là người đồng cai trị với mình. Trước khi lên ngôi, ông là một Đại tư tế Amun của Thebes.

## Gia quyến
Takelot III là con trai trưởng của pharaon Osorkon III và thứ phi Tentsai. Ông còn có một người em ruột, về sau kế vị ngai vàng, là Rudamun; và một người chị em cùng cha là công chúa Shepenupet I. Ba người vợ được biết tên của ông là Irtiubast (Irtybast), Kakat và Betjat (Betjet).
Takelot III có rất nhiều con và cháu chắt. Đa số họ đều được chôn tại Deir el-Bahari, một số ít được chôn tại các nghĩa trang của Thebes.
- Đại tư tế Amun Osorkon, mẹ là Irtiubast. Tên cha mẹ của Osorkon được tìm thấy trên cỗ quan tài bị vỡ (CG 41036) của vị hoàng tử này. Theo những chữ khắc trên quan tài, Meresamenet là con gái của hoàng tử Osorkon với phu nhân Shaamenimes. Meresamenet sinh được con trai là Irihoru, về sau lấy Gautseshen (cháu của công chúa Ankhkaromama)[3].
- Nhà tiên tri Amun Djedptahefankh (D), được chôn tại Medinet Habu do những bức tượng shabti của hoàng tử được tìm thấy tại đây. Con gái của ông, Tamit, lấy Mentuhotep (con trai của công chúa Ankhkaromama), sinh được một con trai cũng tên Djedptahefankh. Djedptahefankh (D) được biết đến qua bức tượng Tübingen 1734 của cháu ngoại và tấm bia CG 41006 của chắt nữ Nakhtbasteru (cháu họ của Djedptahefankh)[3].
- Hoàng tử Ihsetamun, chỉ được biết đến qua một tấm bia của cháu ngoại là Ankhfenmut, con gái của Iruru (hiện nằm ở Thư viện Trung tâm Croydon)[5].
- Công chúa [...]ankh, chỉ được biết đến qua tấm bia trong mộ của Iufo (JE 65757), con trai của công chúa và Đốc công của Amun Haroudja. Ngoài ra, còn một cỗ quan tài bị vỡ, chuỗi hạt đã bị đứt và tấm bia JE 65756 có ghi tên của Haroudja[3].
- Công chúa Irbastwedjanefu (A), mẹ là Kakat, lấy tể tướng Pakharu, có một con trai là Pamiu. Cỗ quan tài của công chúa hiện nằm ở Pháp[3].
- Công chúa Diesetesyt (hay Diesenesyt), được biết đến qua những rương đựng tượng shabti của bà. Tại đây, công chúa được chôn cùng với tể tướng Padiamonet I (cha chồng), tể tướng Nesipakashuty (chồng) và tư tế Montu Padiamonet (con trai), do nhiều vật dụng tang lễ của họ được tìm thấy cùng một chỗ. Tư tế Padiamonet sinh một con gái tên là Diesetesyt, trong khi Pamiu em ông sinh con trai là Nesipakashuty[3].
- Công chúa Ankhkaromama, lấy Nhà tiên tri Amun Padiamunnebnestway, cả hai chỉ được biết đến qua những vật dụng tang lễ của người cháu gái là Gautseshen. Theo đó, mẹ của Gautseshen là Djedmutesankh, con gái của Ankhkaromama; cha của Gautseshen là Hor. Một con trai của công chúa là Mentuhotep, lấy Tamit (con gái của hoàng tử Djedptahefankh)[3].

## Trị vì
Takelot III được chứng thực qua nhiều di tích: một tấm bia tại Gurob đã gọi Takelot là "Nhà tiên tri của Amun, Tổng chỉ huy Takelot"; một khối gạch tại Herakleopolis lại gọi ông là "Thủ lĩnh của thành Pi-Sekhemkheperre" và có ghi tên của mẹ ông, Tentsai; "Văn khắc mực nước sông Nin" số 4 (đánh dấu năm thứ 6) và số 13.
Một phù điêu trên mái đền thờ Khonsu có ghi lại năm thứ 7 của ông, trước đây được cho là năm trị vì dài nhất của Takelot. Tuy nhiên vào tháng 2 năm 2005, các nhà khảo cổ đến từ đại học Columbia đã phát hiện một tấm bia đánh dấu năm thứ 13 của nhà vua trong tàn tích của một ngôi đền tại ốc đảo Dakhla. Một tấm bia nhỏ hơn cũng được tìm thấy tại đây có đánh dấu năm thứ 24 của vua người Nubia Piye. Điều này có nghĩa là Takelot III và Piye đã gần như cai trị cùng thời với nhau.
Không rõ nơi chôn cất của Takelot III, nhưng một số bình canopic tại Leiden được cho là của nhà vua. Tuy có nhiều hoàng tử, nhưng không ai trong số họ lại kế vị Takelot, mà lại là em ruột của ông, Rudamun. Vì thế, có thể suy đoán rằng, tất cả họ đã qua đời trước cha mình.